# 田澤麻衣

## 略歴
2004年、田澤麻衣という芸名で活動を開始。当時の所属芸能事務所はフィットワン。
2006年8月、めざましテレビのフットサルチーム「サンバガールズ」のメンバーとして「すかいらーくグループリーグ in お台場冒険王“真夏の女王”決定戦」に出場。しかし、チームは10戦全敗に終わった。
この夏サンバガールズとしてめざましテレビでめざまし体操を踊った。お台場冒険王のステージMCも務める。
2006年12月12日、芸能人女子フットサルチーム「TEAM SPAZIO」のメンバーとして結成と同時に加入（移籍）。
2008年のSUPER GTでは、「Team UEMATSU NOVA“UEMATSU Lady's”」の一員としてレースクイーン活動を行っていた。
2009年?、アヴィラを退所。2011年時点でブログの更新だけは続けていたが（現在は閉鎖）、芸能活動の復帰は当分ないとブログ上で記している。

## 人物
- 特技：料理
- 趣味：ぬりえ、映画鑑賞、お酒を飲むこと。好きなお酒はカフェ・ド・パリのピーチシャンパン
- スポーツ：水泳
- アイドル好きを自認している。一番好きなアイドルは高橋愛（元モーニング娘。）である。
- 6つ年下の弟がいる。
- 大島みづき[3]や、川村えな[4]と仲が良い。

## 出演

### テレビ
- やりすぎコージー（2005年、テレビ東京）
- 恋する!?キャバ嬢（2006年、テレビ東京） - 羽鳥ひな 役
- グラビアトークオーディション（2006年、フジテレビ）
- 美少女NAVI（CS Gyao）2007年10月中旬～11月中旬
- 雑誌
- 「ヤングガンガン」
- 「ヤングマガジン」
- 「ヤングチャンピオン」
- 「少年チャンピオン」
- 「sabra」
- CM
- パチンコアバンギャルド
- sabraPSP広告（次原かなと）
- ラジオ

## 写真集
田澤麻衣名義
- うぴぴんぴん♥♥（2004年12月17日、ぶんか社）

## DVD
田澤麻衣名義
- うぴぴんぴん♥♥（2004年12月17日）
- Mai story（2005年3月25日）
- ?はてな（2005年6月24日、イーネットフロンティア）
- ごめんねなさい（2005年12月25日、フォーサイド・ドット・コム）
- With you 田澤麻衣（2007年3月31日、インディーズ・メーカー）

菜々川唯名義
- Shining〜まばゆい〜（2007年10月20日、トリコ）
- SEVEN！ 菜々川唯（2008年1月15日、エアーコントロール）